# Glaucytini
Los glaucitinos (Glaucytini) son una  tribu de coleópteros polífagos crisomeloideos de la familia Cerambycidae.

## Géneros
Tiene los siguientes géneros:
- Aureoglaucytes Breuning, 1970
- Ceylanoglaucytes Breuning, 1970
- Coeruleoglaucytes Breuning & Villiers, 1968
- Dilachnus Fairmaire, 1896
- Glaucytes Thomson, 1858
- Graphicoglaucytes Breuning, 1970
- Helenoglaucytes Breuning, 1970
- Iresioides Thomson, 1857
- Metalliglaucytes Breuning & Villiers, 1968
- Novaeglaucytes Hayashi, 1961
- Pachycytes Fairmaire, 1903
- Polyphida Pascoe, 1869
- Pulchroglaucytes Breuning & Villiers, 1968
- Scituloglaucytes Breuning, 1970
- Seuthes Pascoe, 1869
- Thaumasocerus Fairmaire, 1871